# Saint-Cloud Paris Stade Français
Saint-Cloud Paris Stade Français är en volleybollklubb från Paris, Frankrike. Klubben bildades 2003 genom en sammanslagning av Saint Cloud Volley-ball med Stade Français elitvolleybollverksamhet (på damsidan). Klubben absorberade damvolleybollsektionen av Racing Club de France 2009. Klubben har spelat i Ligue A sedan 2012. Sedan säsongen 2013-2014 är klubben ett aktiebolag (S.A.)